# Tcherven Bryag (obchtina)
Pour la ville, voir Tcherven Bryag.
L'Obchtina Tcherven Bryag (bulgare : Община Червен бряг) est une commune dans le nord de la Bulgarie.

## Géographie physique
La commune de Tcherven Bryag est située dans le nord de la Bulgarie, à 124 km au nord-est de la capitale Sofia.
Le territoire de la commune s'étend sur la plaine du Danube et les contre-forts nord du Grand Balkan. Elle est traversée par la rivière Iskar et plusieurs de ses affluents.

## Géographie humaine
| 1926 | 1934 | 1946 | 1956 | 1965 | 1975   | 1985   | 1992   | 2001   |
| ---- | ---- | ---- | ---- | ---- | ------ | ------ | ------ | ------ |
| -    | -    | -    | -    | -    | 45 044 | 43 088 | 40 876 | 35 561 |

| 2011   | 2021   | 2022   | - | - | - | - | - | - |
| ------ | ------ | ------ | - | - | - | - | - | - |
| 27 566 | 23 404 | 22 444 | - | - | - | - | - | - |

## Histoire
Le territoire de la commune de Tcherven Bryag est habitée depuis plus de 7000 ans. Sur celui-ci se trouvent les sites néolithiques de Téliche, les villages thraces de Tchomakovtsi, Pipra et Zentokourtou, des localités romaines près de Résèlèts et Tchomakovtsi.

## Administration

### Structure administrative
La municipalité de Tcherven Bryag comprend 14 localités (2 villes et 12 villages) :
| - Brésté - Glava - Gornik - Dévèntsi - Koynarè - Lépitsa - Radomirtsi | - Rakita - Réssèlèts - Ruptsi - Souhatché - Téliche - Tchérven Bryag - Tchomakovtsi |

Le chef-lieu de la commune de Tcherven Bryag est la ville de Tcherven Bryag.

### Jumelages
- Spišský Hrhov (Slovaquie) depuis 2014

## Galerie

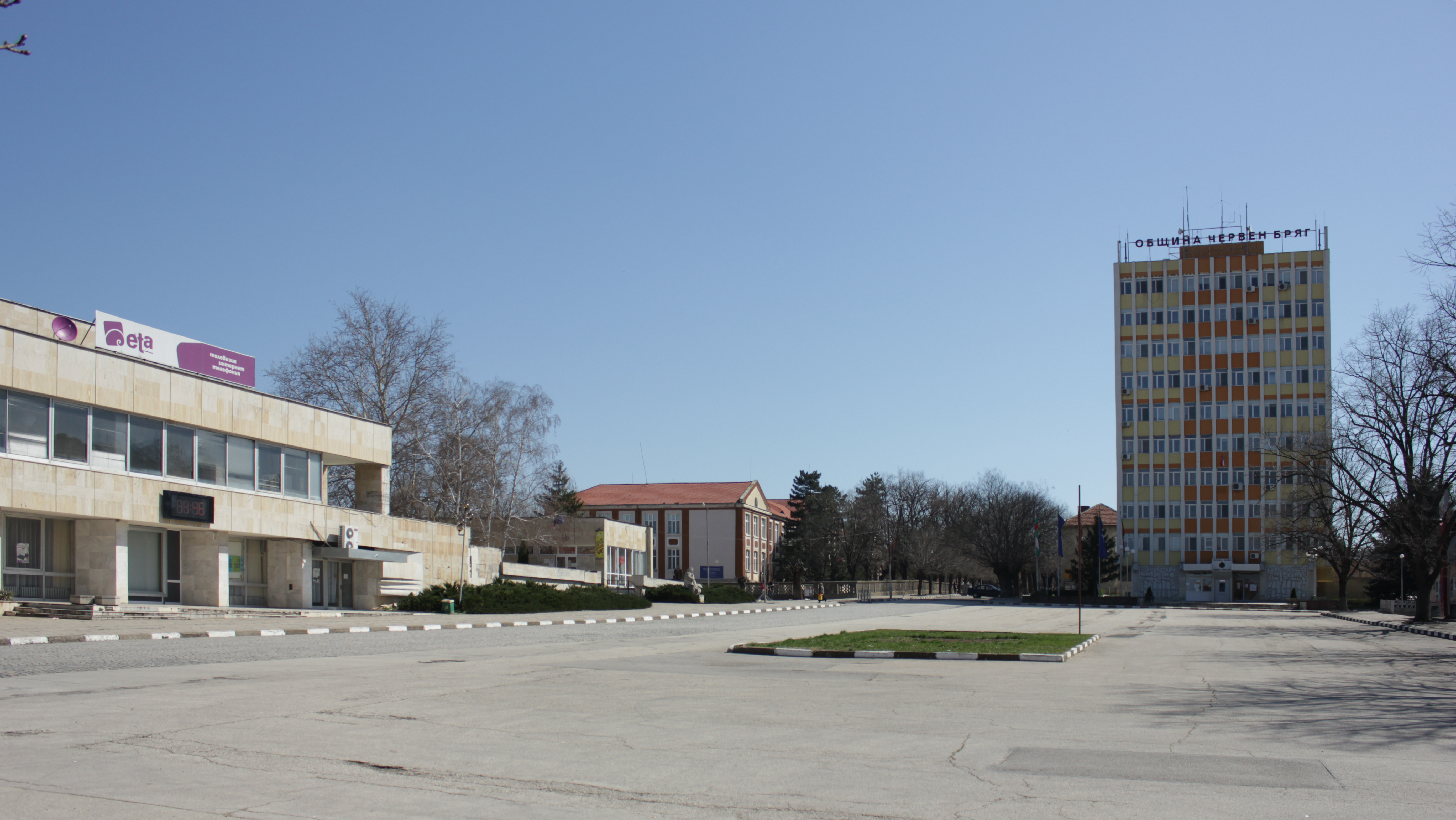
Tcherven Bryag : La place centrale et l'hôtel de ville
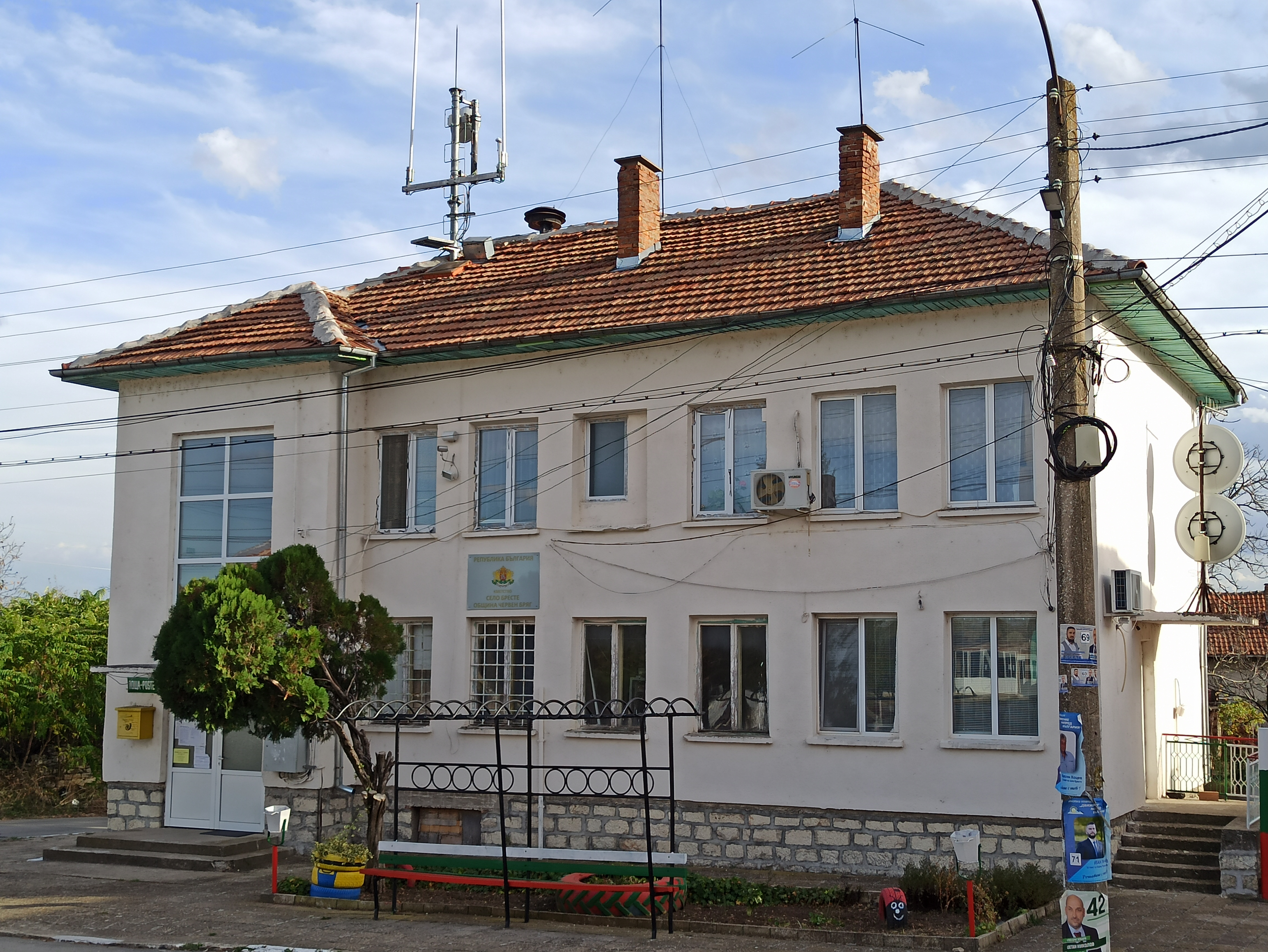
Brésté : la mairie et la poste
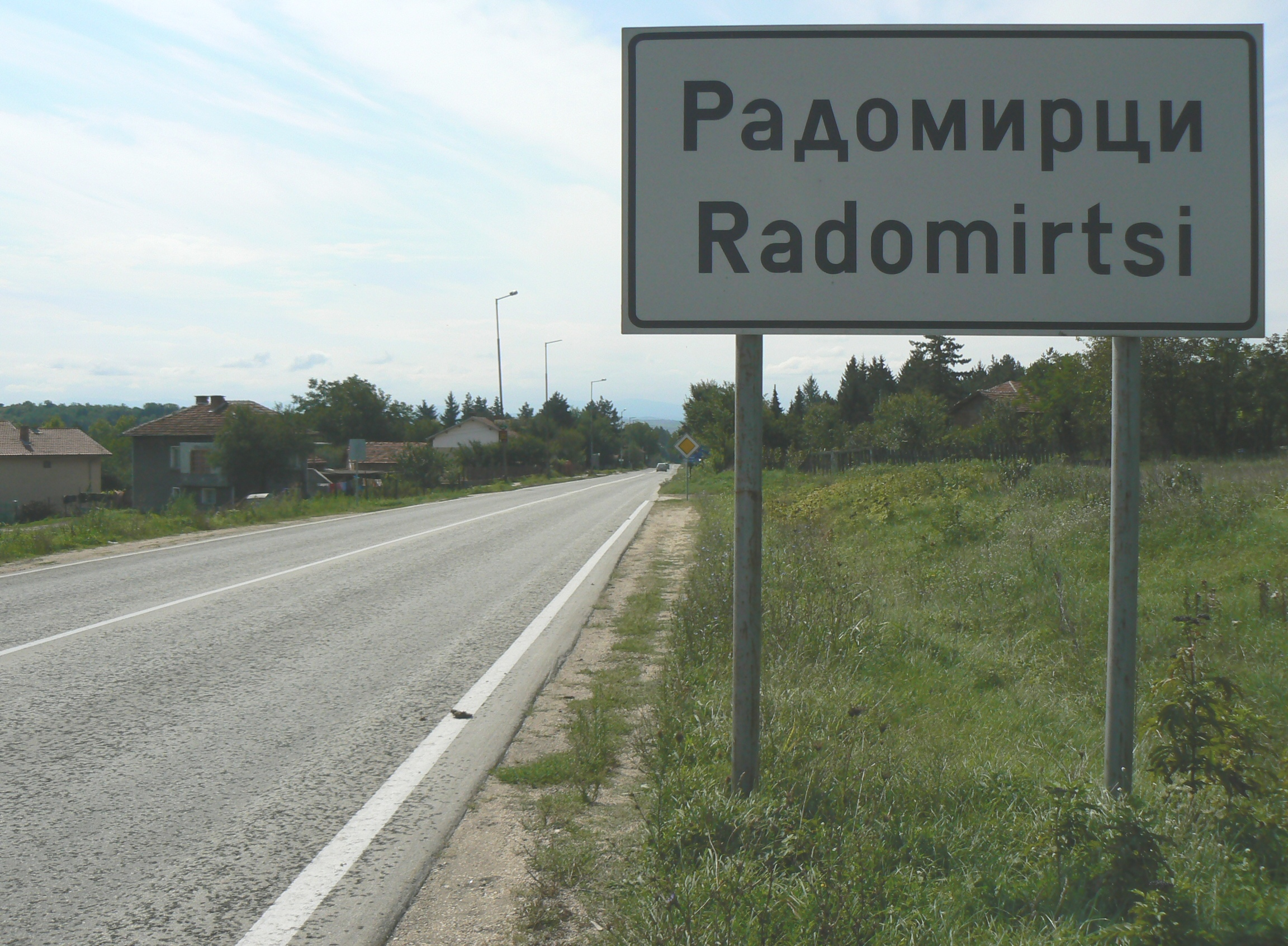
Radomirtsi : l'entrée du village
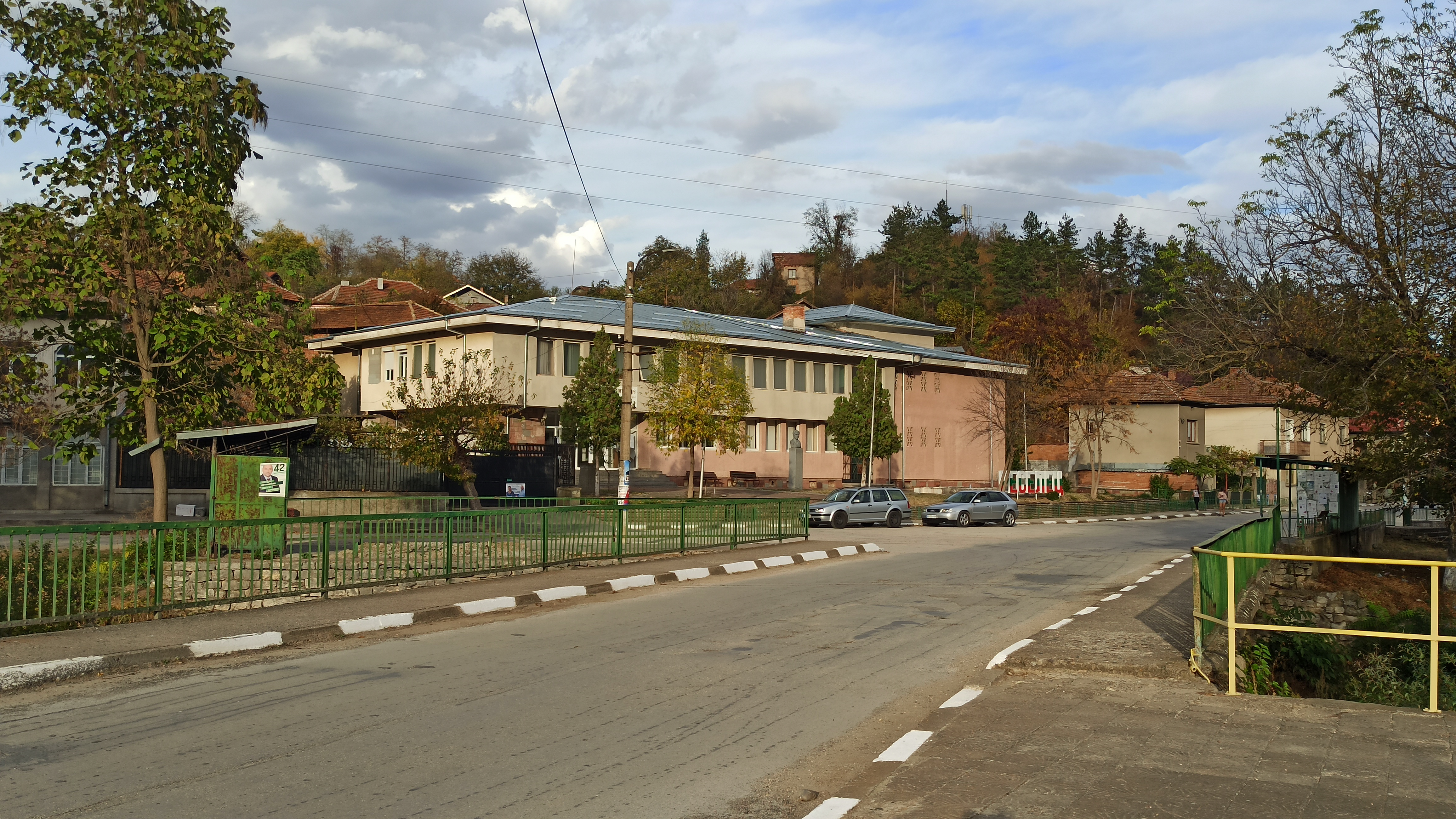
Résèlèts : le centre du village
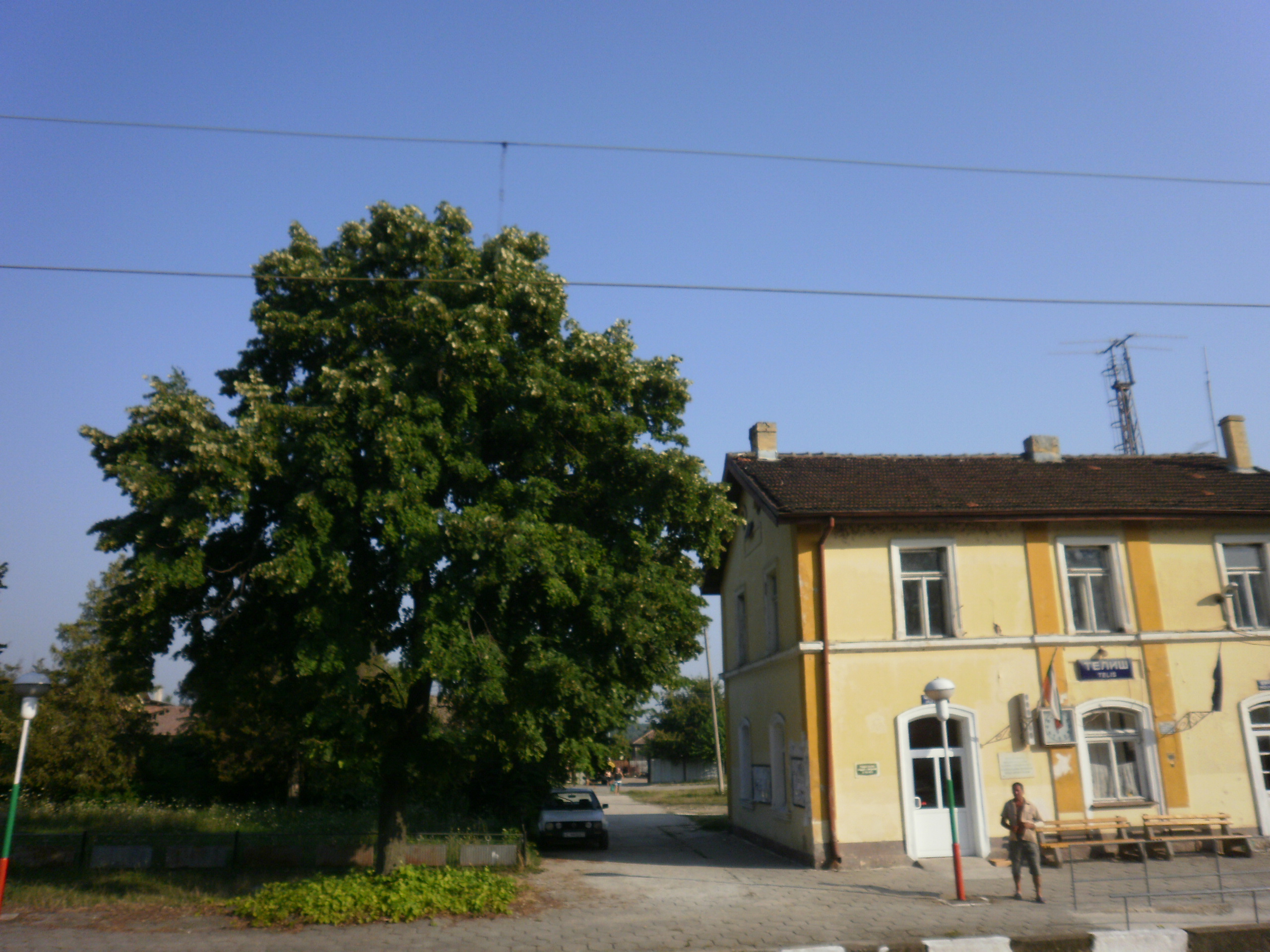
Téliche : la gare